# Društvo Ketani
Društvo Ketani  je avstrijsko društvo za Rome in Sinte.  je bilo Ustanovljeno je bilo v Linzu,  leta 1998 pod mentorstvom Gitte Martl in njenega brata Alberta Kuglerja.

## Zgodovina
Veliko Sintov in Romov po drugi svetovni vojni ni imelo več dokumentov. Ker niso znali brati, ne pisati, jim je bilo težko vršiti uradna opravila. Društvo Ketani je tvorilo interesno zastopstvo za manjšino, ki že stoletja živi na tem območju. Ena izmed nalog društva je oskrba in podpora članov pri postopku uradnih prošenj, iskanju stanovanj in izobrazbe.
Društvo Ketani med drugim oskrbuje tudi Romske begunce, večinoma iz bivše  Jugoslavije, ki trpijo od povojnih posledic.
Društvo zastopa interese Sintov in Romov  v javnosti preko intervjujev, oddaj na radiju, televizijskih posnetkov, pri sestavljanju spisov na izbrane teme, kot npr. usoda Romskih žena v Gornji Avstriji. Drugo podroćje delovanja je oskrba kampov in predvsem svetovanje pri osnutku in načrtovanju novih bivališč za Sintije in Rome, kot npr. v Braunauu am Inn v sodelovanju z županom Gerhardom Skibatom. Leta 2006 je društvo, v sodelovanju z ORF-om Zgornje Avstrije, produciralo film z naslovom Ketani heißt miteinander. Sintiwirklichkeiten statt Zigeunerklischees od Ludwiga Laherja.
Med letom člani društva uresničujejo kulturne projekte in na njih na povabilo predavajo o manjšini Sintijev in Romov v Avstriji in o lastnih izkušnjah kot pripadniki manjšine. Važna točka društva je tudi organizacija in udeležba spominskih srečanj, za žrtve NS- režima, kot npr. v mestih Maxglan, Mauthausen in Lackenbach. 
Ob koncu leta 2005 je bil ustanovljen nogometni klub „Ketani Kickers“. Društvo Ketani in „Ketani Kickers“ so zasnovali nov projekt. Pod vodstvom Sintize in umetnice: Melanie Kreuzhof, je bila oblikovana velika nogometna žoga, ki je bila umetniško okrašena s strani članov Ketanija. Ta žoga je bila razstavljena v muzeju v Linzu, spomladi 2008 in nato prodana na dražbi. Čisti donos je bil namenjen Ketani Kickersom.
Vsak ponedeljek društvo sooblikuje oddajo na radiju FRO v Linzu. V oddaji so predstavljene znane osebnosti. Pod vodstvom moderatorja Jožefa Graffla sta brali Gitta Martl in njena hčerka Nicole iz knjige: „Uns hat es nicht geben sollen“. Tri generacije Sinti-žen pripovedujejo o tem. Ta knjiga je bila izdana v založbi: Geschichte der Heimat, Franz Steinmassl in je sedaj izšla v drugi izdaji.
To je prva knjiga v Avstriji, ki govori o zgodovini Sintijev  v Avstriji. 
Leta 2008 je bila izdana v japonskem jeziku. Gospod prof.dr.Martin Kaneko je prevzel prevajanje zgodovinskega dela, katero daje vpogled v čas pred 2.svetovno vojno in leta po tem iz vidika treh Sinti žensk. Od maja 2005 je društvo pod vodstvom Nicole Sevik, ki je hčerka ustanoviteljice društva, Gitte Martl. Gitta Martl in predsednik ter trener Ketani Kickersov, gospod Renaldo Horvath jih močno podpirajo.   
2005 je bila posneta dokumentacija: „ Ketani heißt miteinander. Sintiwirklichkeiten statt Zigeunerklischees,( Ketani pomeni:skupaj, skupno, vzajemno. Resnica o Sintih namesto klišejev o ciganih) v sodelovanju z ORF-om Linz, pod režijo dr. Ludwiga Laher-ja. Veliko članov društva Ketani se je ponudilo za ta projekt. Sodelovali so znani zgodovinarji in politiki. Priče tedanjega časa, Sintiji in Romi ter tudi večina prebivalstva govori o izkušnjah iz časa pred letom 1938 do sedanjosti. Knjiga z naslovom: „ Uns hat es nicht geben sollen (Vas naj ne bi bilo) in DVD: „ Ketani heißt miteinander. Sintiwirklichkeiten statt Zigeunerklischees“(Ketani pomeni:skupaj, skupno, vzajemno. Resnica o Sintih namesto klišejev o ciganih) lahko dobite pri društvu Ketani.